# Hołd lenny

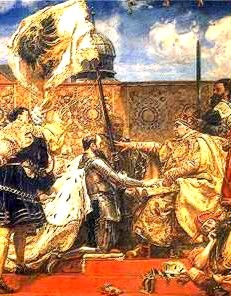
Hołd pruski Jana Matejki

Hołd lenny (łac. homagium) – ceremonia uroczystego zawarcia kontraktu lennego. Podczas niej następowało homagium: wasal klękał przed swoim seniorem i składał mu uroczystą przysięgę wierności, zobowiązując się do niesienia pomocy swojemu seniorowi w radzie (łac. consilium) i ofiarując pomoc zbrojną (łac. auxilium). Następowała wówczas inwestytura, czyli formalne przekazanie lenna wasalowi.

## Znane hołdy
- Hołd lenny w Krzyszkowie
- Hołdy pruskie 1469–1641
- Hołd pruski 1525
- Hołd Szujskich